# Kongamato
Kongamato je naziv za zagonetno krilato stvorenje koje se spominje u predajama naroda središnje Afrike. Osim tradicionalne predaje i nepotvrđenih svjedočanstava ne postoji nikakav dokaz o postojanju takvog letećeg gmaza. Najbrojnija "viđenja" u zadnjih stotinu godina potječu iz Zambije, a slična stvorenja su i dio narodne predaje u Kamerunu (olitiau) i Gani (sasabonsam).

## Opis
Putopisac Frank H. Meland je putujući močvarnim područjem Džiundu koje se nalaze na sjeverozapadnu Zambije, uz granicu s Kongom i Angolom, priče o neobičnoj životinji zvanoj kongamato. Raspitujući se kod lokalnog stanovništva, dobio je detaljan opis tog stvorenja, za kojeg su domoroci tvrdili da je biće poput ptice, ali ne potpuno poput nje, već prije kao nekakav gušter s netopirskim krilima.
Biće je, prema opisu, imalo raspon krila od 120 do 215 cm, tijelo bez perja s glatkom i golom kožom te glavu sa zubatim kljunom. Urođenici vjeruju kako je stvorenje opasno i da prevrće čamce te da sam pogled na njega može dovesti do smrti.

## Povijest
Kongamato je prvi put postao poznat u zapadnoj literaturi 1923. godine u putopisu Franka H. Melanda In Witchbound Africa. Dvije godine ranije, drugi je istraživač, Stany, također čuo priče o mitskom biću nalik pterodaktilu te se zaputio u bezuspješnu potragu za njim.
Godine 1925. novinar G. Ward Price i budući vojvoda od Windsora čuli su kako je jedan gmaz u močvari na području Zimbabvea napao jednog čovjeka, a 1928. je lovočuvar A. Blayney Percival pričao kako je otkrio čudne tragove životinje koja je navodno noću doletjela s Mount Kenye.
Godine 1942. pukovnik C. R. S. Pitman zabilježio je u svojoj knjizi A Game Warden Takes Stock kako se u Zambiji u graničnom području s Angolom i Kongom pripovijeda o zlokobnom letećem gmazu.
Još jedno viđenje zabilježeno je 1956. godine kada je inženjer J. P. F. Brown tvrdio da je vidio dva pretpovijesna stvorenja u letu iznad jezera Bangweulu u Zambiji.